# Justin Speier
Pour les articles homonymes, voir Speier.
Justin James Speier (né le 6 novembre 1973 à Walnut Creek, Californie, États-Unis) est un lanceur droitier de baseball ayant joué dans la Ligue majeure de baseball de 1998 à 2009. 
Il est le fils de l'ancien joueur des Giants et des Expos, Chris Speier.

## Biographie
Justin Speier est repêché le 1er juin 1995, par les Cubs de Chicago. 
Il débute en Ligue majeure le 27 mai 1998 avant d'être échangé aux Marlins de la Floride le 31 juillet 1998.
Après un nouvel échange, il passe chez les Braves d'Atlanta le 1er avril 1999 puis est recruté par les Indians de Cleveland le 23 novembre 1999.
Échangé aux Mets de New York le 19 mai 2001, il passe chez les Rockies du Colorado dix jours plus tard.
Il rejoint les Blue Jays de Toronto le 14 décembre 2003 à la suite d'un échange impliquant plusieurs joueurs.
Devenu agent libre après la saison 2006, il signe chez les Angels de Los Angeles le 19 novembre 2006.